# Clovis Dardentor

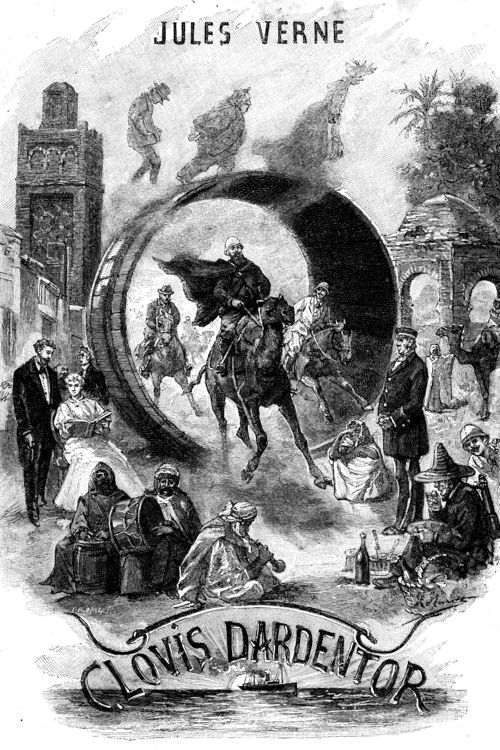
Titelseite der französischen Originalausgabe mit einer Illustration des Zeichners Léon Benett

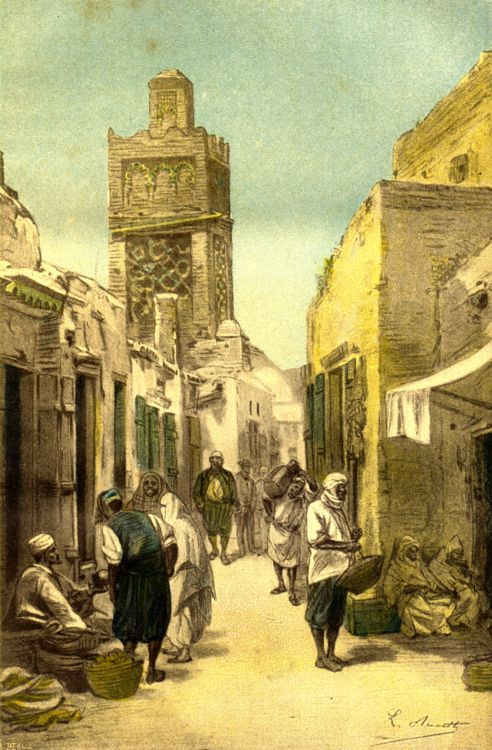
Illustration aus dem Roman von dem Zeichner Léon Benett

Clovis Dardentor ist ein Roman des französischen Autors Jules Verne. Der Roman wurde erstmals am 19. November 1896 von dem Verlag Pierre-Jules Hetzel veröffentlicht. Die gleichnamige deutschsprachige Ausgabe erschien 1897, später erfolgte eine ebenfalls gleichnamige englischsprachige Ausgabe.

## Handlung
Die beiden jungen Franzosen Jean Taconnat und Marcel Lornan sind auf dem Weg nach Oran, wo sie aus wirtschaftlichen Gründen in die dortigen französischen Armeeverbände eintreten wollen. Aufgrund familiärer Probleme und fehlender Unterstützung von Verwandten oder Freunden sehen sie keinen anderen Weg, ihre wirtschaftliche Existenz zu sichern. Auf der Fahrt mit dem Schiff nach Oran lernen sie den vermögenden Kleinindustriellen Clovis Dardentor kennen. Dieser erzählt den beiden Freunden, dass er bei allem beruflichen Erfolg keinen Erben für sein Vermögen habe. Den beiden Armeeanwärtern kommt die glorreiche Idee, dass Clovis Dardentor sie adoptieren solle. Damit wäre ihre Zukunft elegant abgesichert. Clovis Dardentor, der die Absichten der beiden Reisegefährten nicht erkennt, referiert breit über die französische Gesetzgebung. Eine der wichtigsten Bedingungen für eine Adoption ist, dass der Adoptierte seinem Adoptivvater das Leben gerettet haben müsse. Die beiden Freunde beschließen, Dardentor nicht mehr von der Seite zu weichen, um auf die Gelegenheit zu warten, diesem das Leben zu retten.
Die erste Zwischenstation auf der Schiffspassage ist Mallorca. Dort ergibt sich eine erste Gelegenheit für die beiden Freunde, zum Lebensretter für Dardentor zu werden. Bei einem Ausflug in die Umgebung von Palma gehen auf dem Rückweg auf einer abschüssigen Serpentinenstraße die Pferde mit ihrem Gespann durch. Doch sie können Dardentor nicht das Leben retten, stattdessen muss dieser die beiden Freunde retten.
Die nächste Etappe der Reise ist dann Oran. In die Umgebung der Stadt gibt es einen weiteren Ausflug. Die Armee muss erst einmal auf die beiden Freunde warten. Aber auch hier misslingen die Lebensrettungspläne von Jean und Marcel. Zuerst rettet Dardentor dem einen Freund bei einem Feuer im Zug das Leben, dann muss er den anderen vor dem Ertrinken retten. Die beiden Möchtegern-Adoptivsöhne kommen nicht zu einer passenden Gelegenheit. Schließlich rettet die junge Louise Elissane Clovis Dardentor das Leben. Sie erschießt einen Löwen, der Dardentor angreift. Marcel Lornans heiratet Louise Elissane, in die er sich verliebt hat.